# Chikkabidre, Harihar
Chikkabidre là một làng thuộc tehsil Harihar, huyện Davanagere, bang Karnataka, Ấn Độ.